# امپراتور هئوشائو هان
امپراتور هئوشائو هان (به انگلیسی: Emperor Houshao of Han) (درگذشته ۱۸۰ قبل از میلاد) با نام واقعی لیو هونگ چهارمین امپراتور دودمان هان در چین بود(هر چند او هیچ قدرت و مسئولیتی نداشت و به هیچ وجه حکومت نکرد و یک امپراتور واقعی نبود و کاملا اسمش از اسامی امپراتوران دودمان هان حذف شده بود و بجای او مادر بزرگ قدرتمندش امپراتریس بیوه اعظم لو همه قدرت را رسما برعهده داشت و به عنوان حاکم واقعی مملکت تا پایان عمرش عمل کرد).
وی پس از توطئه دربار و مرگ برادرش کیانشائو به سلطنت رسید اما پس از مرگ مادربزرگش ملکه لو وی به علت آنچه ادعای می‌شد که فرزند قانونی و شرعی امپراتور هوی و ملکه ژانگ یان نبوده از حکومت برکنار و اعدام شد، پس از آن هنگ چهارمین فرزند امپراتور گائوزو به سلطنت رسید.